# 203-мм гаубица Б-4М
203.4-мм гаубица Б-4М (Индекс ГАУ — 52-Г-625М) — Советская гаубица большой мощности калибра 203.4 мм (8 дюймов), представляющая собой гаубицу Б-4 на колёсном лафете. Главный конструктор — Г. И. Сергеев.

## История создания

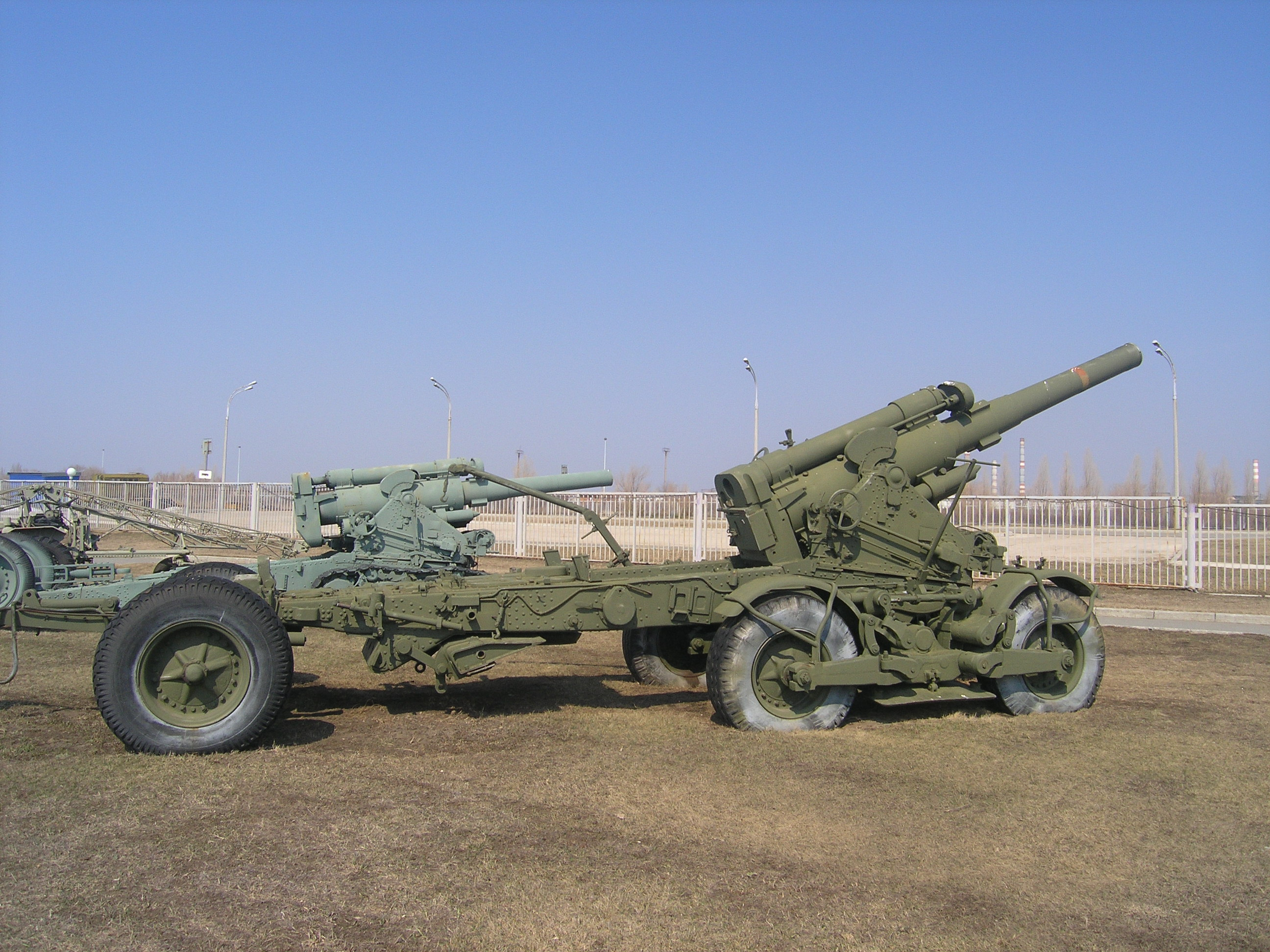
Колёсная Б-4М на фоне Б-4 на гусеничном лафете. Технический музей Тольятти

Разработка проекта колёсного лафета для 203.4-мм гаубицы Б-4 была выполнена в ОКБ-221 на заводе «Баррикады» в инициативном порядке. С 1947 по 1954 год заводом «Баррикады» выполнялся ремонт всего парка гаубиц, находящихся на вооружении Советской Армии. К этому времени трактор, применявшийся в качестве тягача, был заменён на артиллерийский тяжёлый тягач (АТ-Т), развивавший скорость до 35 км/ч. Гусеничная ходовая часть Б-4 не выдерживала такой скорости и разрушалась.
Технический проект нового лафета был закончен в апреле 1954 года, а в декабре 1954 года два опытных лафета с установленными на них 203.4-мм гаубицей Б-4 и 152-мм пушкой Бр-2 были направлены на испытания.
Новый колёсный лафет был принят на вооружение в 1955 году. 203.4-мм гаубица на новом лафете получила индекс Б-4М.

## Операторы
- СССР — перешли к России
- Россия — 40 единиц Б-4М на хранении по состоянию на 2024 год[1]